# Alvin Loftes
Alvin Hjalmar Loftes (* 1. Januar 1890 in Providence; † Juli 1971 in Narragansett) war ein US-amerikanischer Radrennfahrer.

## Sportliche Laufbahn
Alvin Loftes nahm an den Olympischen Sommerspielen 1912 in Stockholm teil. Im Einzelzeitfahren belegte er den 11. Platz. Zusammen mit Carl Schutte, Albert Krushel und Walden Martin gewann Loftes die Bronzemedaille in der Mannschaftswertung.
Später zog Loftes nach Newark, New Jersey. Dort fuhr er mehrere Jahre als Profi Rennen. Anschließend war er beruflich bis zu seiner Pensionierung 1955 als Fischer tätig.